# منتخب تونس تحت 20 سنة لكرة السلة
منتخب تونس تحت 20 سنة لكرة السلة (بالفرنسية: Équipe de Tunisie des moins de 20 ans de basket-ball)‏ هو المنتخب الذي يجمع أفضل اللاعبين التونسيين الأقل من 20 سنة في لعبة كرة السلة. تشرف على المنتخب الجامعة التونسية لكرة السلة.

## روابط خارجية
- الموقع الرسمي للجامعة التونسية لكرة السلة.